# 布羅克維爾 (紐約州)
布羅克維爾（英語：Brockville）是位於美國紐約州奧爾良縣的非建制地區。

## 地理
布羅克維爾所處的海拔為高於海平面165米（即541英呎），而該地所採用的時區為UTC-5，即北美东部时区（EST）。同時該地設有夏令時間，為UTC-5調快一小時，即UTC-4（EDT）。